# Philip Otele
Philip Porwei Otele (Port Harcourt, 15 aprile 1999) è un calciatore nigeriano, attaccante del Basilea.

## Carriera
Nato in Nigeria, ha iniziato la sua carriera in Inghilterra presso la Teesside University e successivamente nelle giovanili del Wolviston. Nel maggio del 2019 si è trasferito in Lituania allo Kauno Žalgiris, con cui ha esordito il 14 giugno 2019 nella sconfitta esterna per 4-3 in A lyga contro lo Žalgiris. L'11 luglio successivo ha esordito anche nelle competizioni europee, giocando la partita dei turni preliminari di Europa League perso 2-0 in trasferta contro i ciprioti dell'Apollōn Limassol, mentre ha segnato la sua prima rete nelle competizioni europee il 27 agosto 2020, nella sconfitta per 6-1 sul campo dei norvegesi del Bodø/Glimt, sempre nei turni preliminari di Europa League. Il 13 gennaio 2022, dopo aver totalizzato 75 presenze e 16 reti, è stato acquistato dalla squadra rumena dell'UTA Arad.

## Statistiche

### Presenze e reti nei club
Statistiche aggiornate al 3 settembre 2022.
| Stagione              | Squadra               | Campionato            | Campionato | Campionato | Coppe nazionali | Coppe nazionali | Coppe nazionali | Coppe continentali | Coppe continentali | Coppe continentali | Altre coppe | Altre coppe | Altre coppe | Totale | Totale |
| Stagione              | Squadra               | Comp                  | Pres       | Reti       | Comp            | Pres            | Reti            | Comp               | Pres               | Reti               | Comp        | Pres        | Reti        | Pres   | Reti   |
| --------------------- | --------------------- | --------------------- | ---------- | ---------- | --------------- | --------------- | --------------- | ------------------ | ------------------ | ------------------ | ----------- | ----------- | ----------- | ------ | ------ |
| mag.-dic. 2019        | Kauno Žalgiris        | A                     | 14         | 0          | CL              | 2               | 0               | UEL                | 1                  | 0                  |             | -           | -           | 17     | 0      |
| 2020                  | Kauno Žalgiris        | A                     | 18         | 3          | CL              | 2               | 0               | UEL                | 1                  | 1                  |             | -           | -           | 21     | 4      |
| 2021                  | Kauno Žalgiris        | A                     | 32         | 10         | CL              | 1               | 2               | UECL               | 4                  | 0                  |             | -           | -           | 37     | 12     |
| Totale Kauno Žalgiris | Totale Kauno Žalgiris | Totale Kauno Žalgiris | 64         | 13         |                 | 5               | 2               |                    | 6                  | 1                  |             | -           | -           | 75     | 16     |
| gen.-giu. 2022        | UTA Arad              | L1                    | 16         | 5          | CR              | -               | -               |                    | -                  | -                  |             | -           | -           | 16     | 5      |
| 2022-2023             | UTA Arad              | L1                    | 9          | 2          | CR              | 0               | 0               |                    | -                  | -                  |             | -           | -           | 9      | 2      |
| Totale carriera       | Totale carriera       | Totale carriera       | 89         | 20         |                 | 5               | 2               |                    | 6                  | 1                  |             | -           | -           | 100    | 23     |

## Palmarès

### Club
- Campionato svizzero: 1

Basilea: 2024-2025

### Individuale
- Capocannoniere della Liga I: 1

2023-2024 (18 gol, a pari merito con Florinel Coman)